# Pławęcino (przystanek kolejowy)
Pławęcino – zlikwidowany przystanek kolei wąskotorowej w Pławęcinie, w województwie zachodniopomorskim, w Polsce. Został zamknięty w 1962 roku.